# Makatao (Volk)

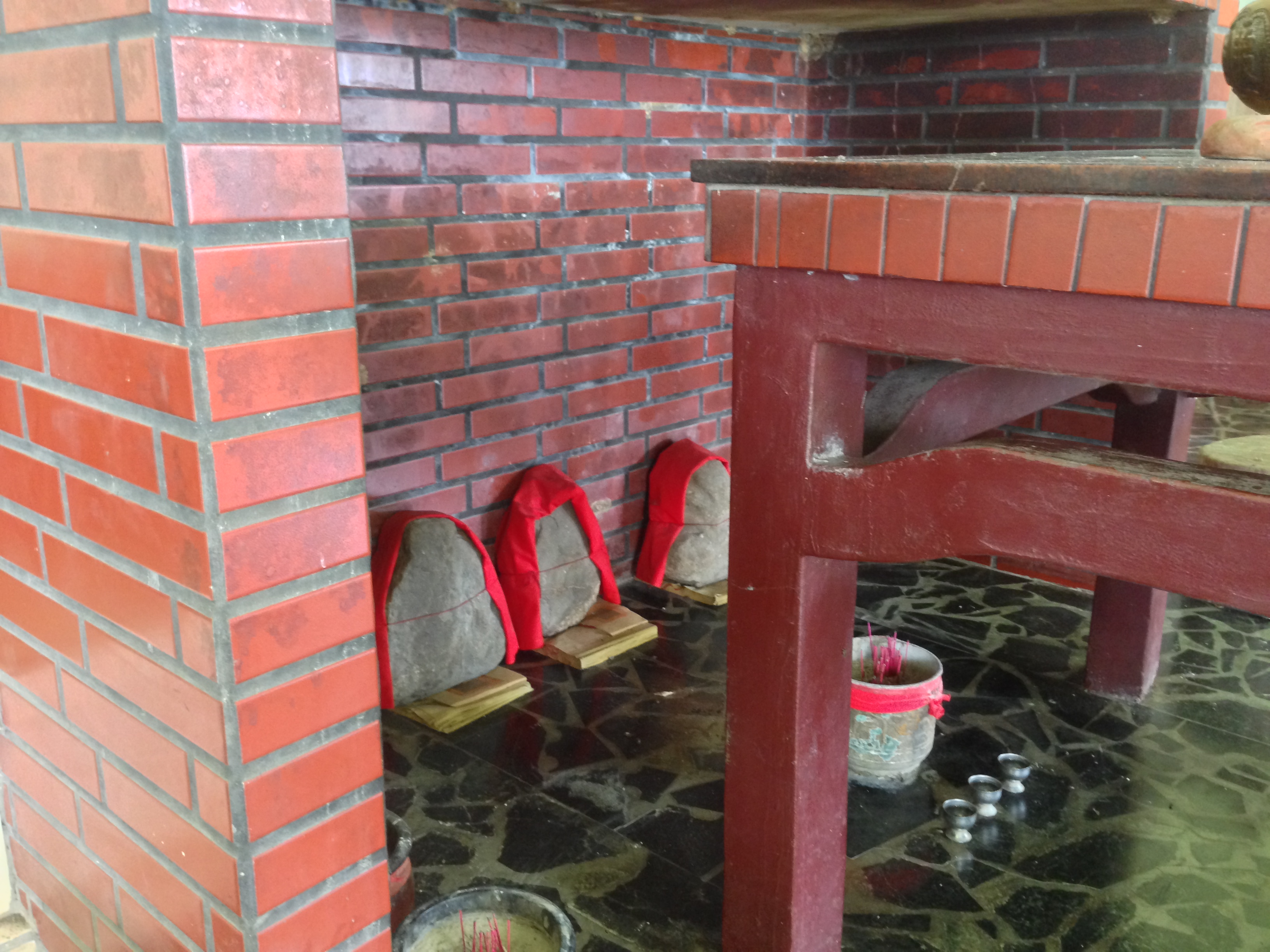
Makatao-Ahnengeist-Steine in Gaoshu

Die Makatao, auch Makatau, Makattau oder Tau, chinesisch 馬卡道族 Mǎkǎdào zú, sind ein indigenes Volk im Süden Taiwans.
Das ursprüngliche Siedlungsgebiet der Makatao reichte von der Jianan-Ebene (Tainan) über den westlichen Teil des heutigen Kaohsiung bis in den Norden von Pingtung. Daher werden sie zu den Pingpu (Flachland-Völkern) gerechnet. Aufgrund der niederländischen Kolonisation im 17. Jahrhundert und der darauf folgenden umfangreichen chinesischen Einwanderung wurden sie in Richtung der südlichen Ausläufer des Taiwanischen Zentralgebirges abgedrängt und gingen weitgehend in der han-taiwanischen Gesellschaft auf. Während ihre Sprache untergegangen ist, bemühen sich die Makatao heute um eine Wiederbelebung ihrer Kultur. Ein Zentrum ist Gaoshu im Landkreis Pingtung.
Die Makatao sind mit den Siraya verwandt und wurden früher zu ihnen gezählt. Beide Völker wurden zuerst Anfang des 20. Jahrhunderts durch den japanischen Anthropologen Inō Kanori unterschieden.

## Kultur und Religion

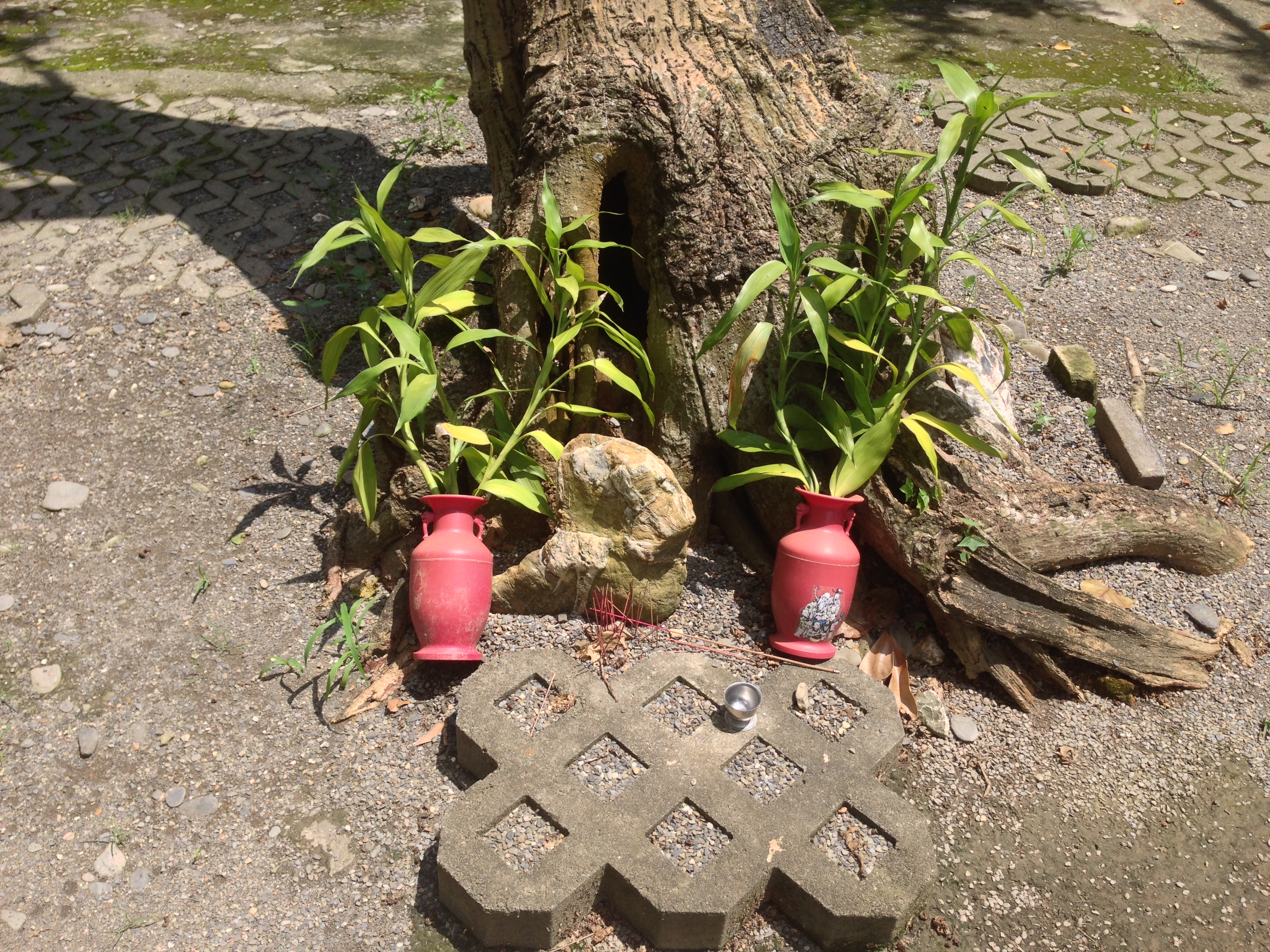
Ahnengeist-Stein in Gaoshu

Ein Großteil der Makatao-Kultur ist infolge des erheblichen Einflusses von chinesischer Einwanderung und Modernisierung untergegangen. Die Sprache der Makatao, die wie alle Formosa-Sprachen zu den austronesischen Sprachen gehörte, ist ausgestorben. Seit Beginn des 21. Jahrhunderts bemühen sich Menschen, die sich als Makatao identifizieren, um eine Rekonstruktion und Wiederbelebung der alten Kultur.
Im Zentrum der Religion der Makatao steht der Ahnenkult. Von ihm zeugen die 祖靈石 (zǔlíngshí, Ahnengeist-Steine), die meist am Rande daoistischer oder buddhistischer Tempel, aber auch in eigenen Schreinen und Heiligtümern wie dem Jiaruipu-Tempel in Gaoshu verehrt werden.
Das bedeutendste Fest ist das wiederbelebte Nachtritual (夜祭 yèjì) im November des Mondkalenders, bei dem u. a. die Urahnin verehrt wird. Auch andere Feste werden inzwischen wieder gefeiert, darunter das Regengebetsfest (祈雨祭 qíyǔjì).